# Демре
Демре́ — місто та навколишній район в турецькій провінції Анталія на Середземноморському узбережжі Туреччини, названий на честь річки Демре.

## Історія
Поблизу Демре в античну добу знаходилося велике лікійське місто Міра. До 2005 року район мав назву Кале.

## Географія

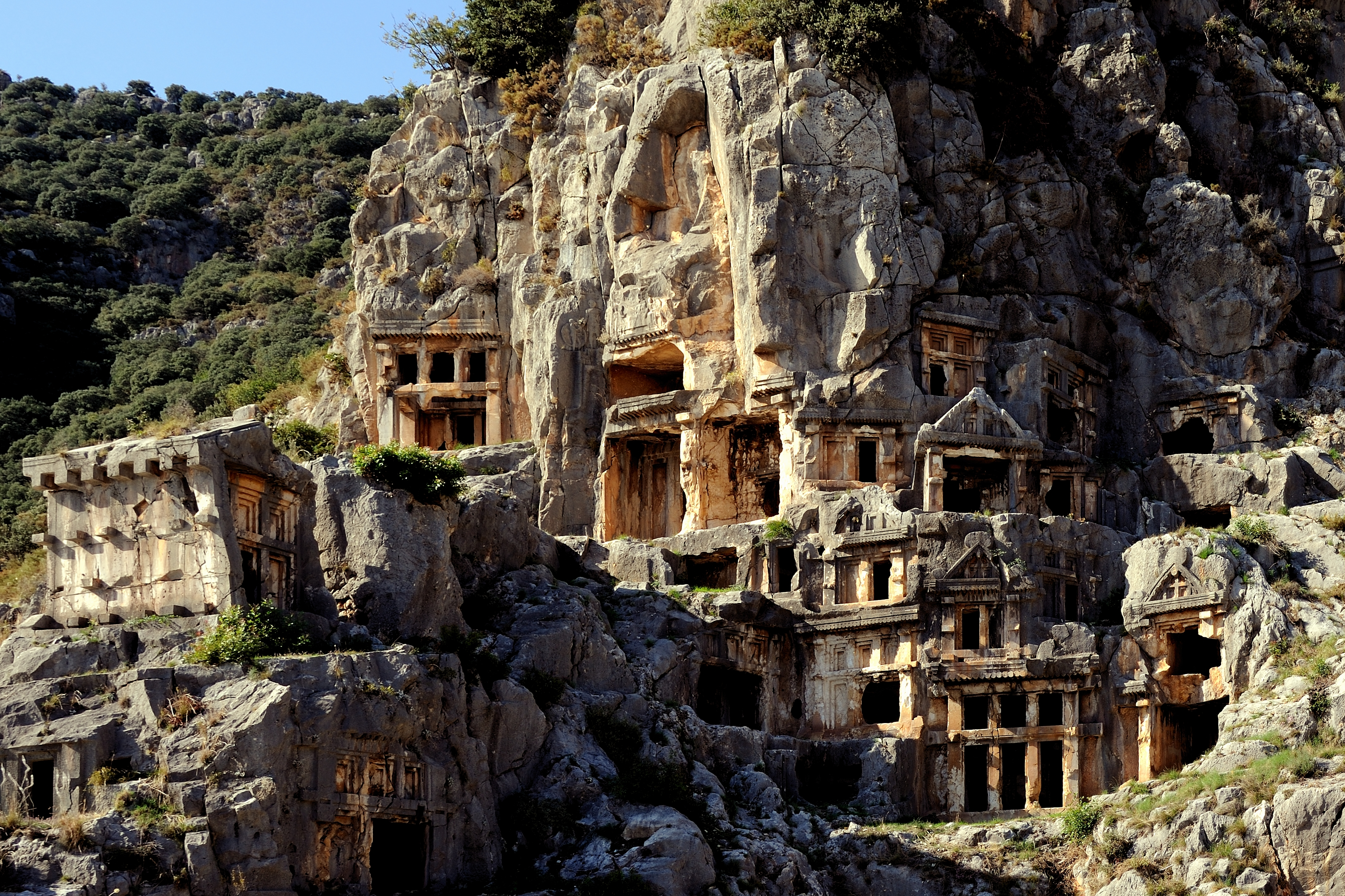
Руїни в Демре.

Демре знаходиться на узбережжі півострова Теке, на заході затоки Анталія з Таврськими горами позаду. Гори покриті лісами, а ґрунт прибережної смуги родючий завдяки наносам гірських річок. Клімат в місті типово середземноморський з жарким літом та теплою вологою зимою.